# NGC 5374
NGC 5374 ist eine balkenspiralförmige Radiogalaxie vom Hubble-Typ SBbc im Sternbild Jungfrau. Sie ist schätzungsweise 195 Millionen Lichtjahre von der Milchstraße entfernt und hat einen Durchmesser von etwa 95.000 Lj. Sie ist Namensgeberin einer kleinen Galaxiengruppe.
Im selben Himmelsareal befinden sich u. a. die Galaxien NGC 5382, NGC 5386, NGC 5387.
Das Objekt wurde am 12. Mai 1793 von Wilhelm Herschel mit einem 18,7-Zoll-Spiegelteleskop entdeckt, der sie dabei mit „pB, pL, R, just following a small star“ beschrieb.

## NGC 5374-Gruppe (LGG 368)
| Galaxie   | Alternativname | Entfernung/Mio. Lj |
| --------- | -------------- | ------------------ |
| NGC 5374  | PGC 49650      | 195                |
| NGC 5382  | PGC 49711      | 192                |
| NGC 5384  | PGC 49707      | 227                |
| NGC 5386  | PGC 49719      | 191                |
| NGC 5417  | PGC 49995      | 218                |
| NGC 5418  | PGC 49997      | 203                |
| NGC 5434  | PGC 50077      | 207                |
| PGC 49791 | UGC 8906       | 190                |